# Stefan Bocskay

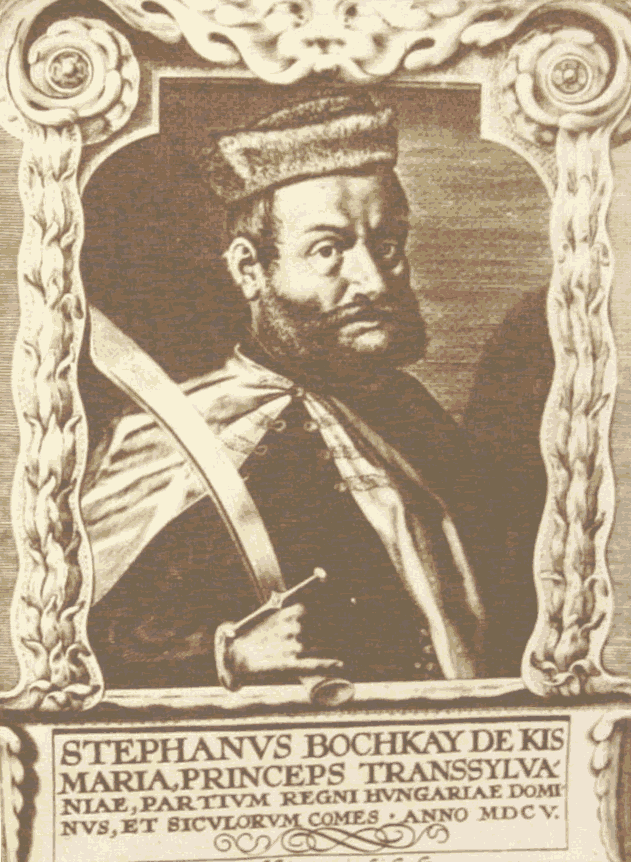
Stefan Bocskay.

Stefan (István) Bocskay, född 1556 och död 1606, var en furste av Siebenbürgen.
Redan under furstarna Báthory spelade Bocskay en betydande roll. Han var ägare till stora gods i både Ungern och Siebenbürgen, och önskade till en början ansluta sig till kejsaren, men Rudolf II:s absolutistiska och mot protestanterna fientliga politik gjorde snart den kalvinistiske fursten till en bitter fiende av Habsburg. Kejsarens övergrepp vid riksdagen 1604, som hotade ungrarnas både politiska och religiösa frihet, drev Bocskay tillsammans med Gábor Bethlen med flera magnater till öppet uppror och en allians med Osmanska riket. Överallt slöt sig folket till Bocskay, ständerna valde honom till furste av både Siebenbürgen och Ungern, och sultanen bekräftade Bocskay i dessa värdigheter. De kejserliga truppernas upprepade nederlag ledde slutligen till freden i Wien 1606, där ungrarnas privilegier, särskilt protestanternas religionsfrihet bekräftades, och Bocskay erkändes som furste av Siebenbürgen och erhöll vissa delar av Ungern. Även mellan kejsaren och Osmanska riket slöts en fred i Zsitva-Torok i november 1606. Bocskay dog kort därefter.